# ستيف تولى
ستيف تولى (بالإنجليزية: Steve Tully)‏ هو لاعب كرة قدم ومدرب كرة قدم بريطاني، ولد في 10 فبراير 1980 في Paignton ‏ في المملكة المتحدة. لعب مع نادي إكزتر سيتي ونادي توركي يونايتد ونادي ويموث.

## وصلات خارجية
- ستيف تولى على موقع قاعدة بيانات كرة القدم.إي يو (الإنجليزية)
- ستيف تولى على موقع Soccerbase.com (لاعب) (الإنجليزية)